# Pisogne
Pisogne là một đô thị trong tỉnh tỉnh Brescia thuộc vùng Lombardia, Ý. Đô thị này có diện tích kilômét vuông, dân số người. Các đơn vị dân cư trực thuộc là: Fraine, Gratacasolo, Grignaghe, Palot, Sonvico, Siniga, Toline.
Các đô thị giáp ranh gồm: Artogne, Castro, Costa Volpino, Lovere, Marone, Pezzaze, Pian Camuno, Riva di Solto, Solto Collina, Tavernole sul Mella, Zone